# Bibio sumatranus
Bibio sumatranus är en tvåvingeart som beskrevs av Meijere 1924. Bibio sumatranus ingår i släktet Bibio och familjen hårmyggor. Inga underarter finns listade i Catalogue of Life.